# 彼得堡的谢妮亚

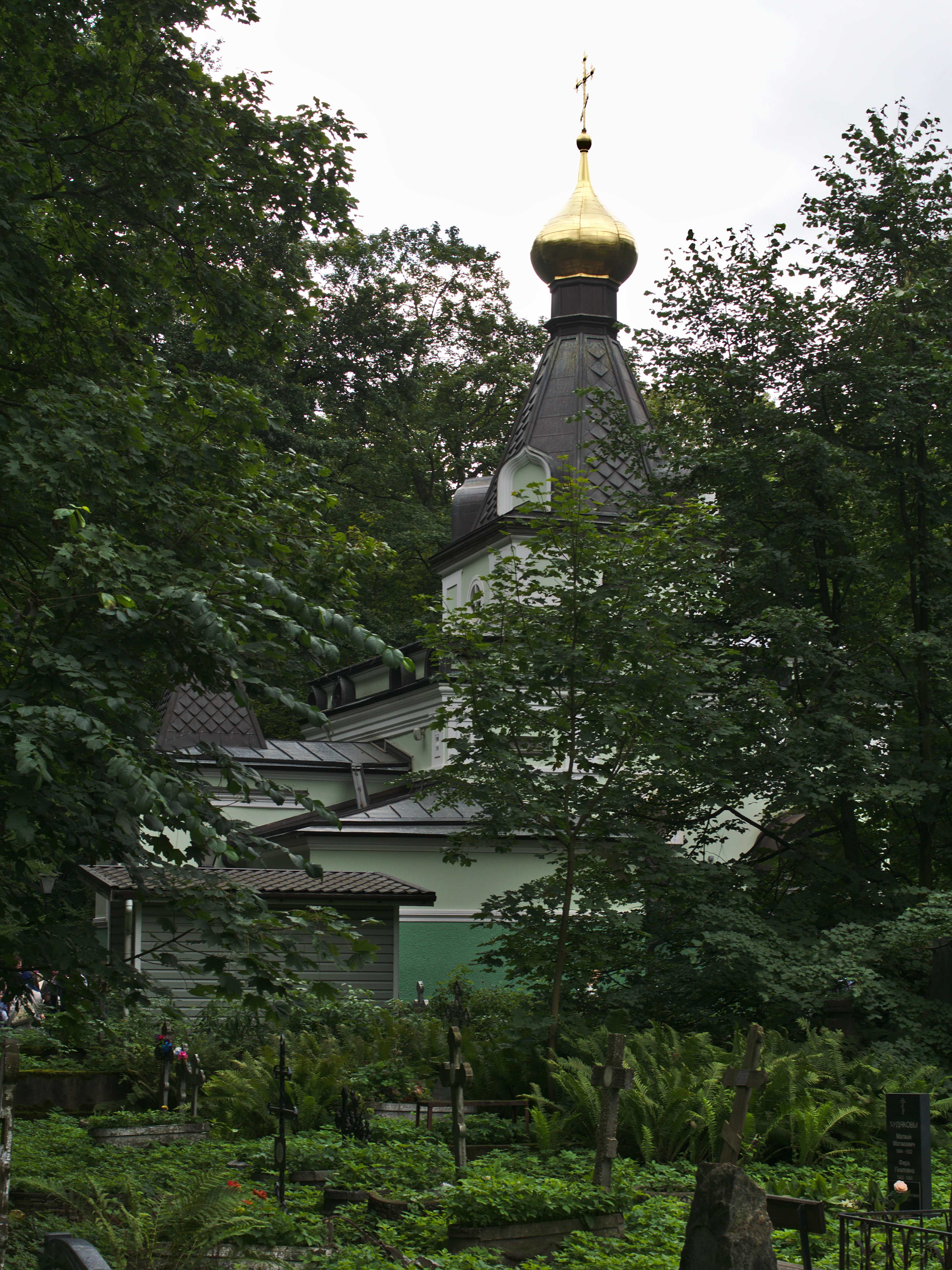
谢妮亚在斯摩棱斯克公墓的礼拜堂

彼得堡的圣谢妮亚，本名谢妮亚·格里高利耶夫娜·佩特洛娃（俄语: Ксения Григорьевна Петрова），是俄罗斯正教会圣人，圣彼得堡的主保。根据传统说法，在她丈夫去世后，她将所有财产施舍给了穷人。谢妮亚的丈夫是安德烈·费奥多罗维奇·佩特洛夫上校，是彼得堡圣安德烈大教堂的唱诗人。在他死后，26岁的谢妮亚成为了一名圣愚，她在彼得堡的街头游荡了45年，通常穿着她已故丈夫的军服，称呼自己时用的是丈夫的名字。
1762年，谢妮亚在圣诞节时预言了伊丽莎白女皇的死。而在伊凡六世遇害前几天，她便哭泣并说道：“血、血、血！”。
谢妮亚的墓葬位于圣彼得堡斯摩棱斯克公墓。自1902年起，她的墓地就建立起了一座精美的小圣堂。1978年9月24日（儒略历9月11日），她于美国纽约由俄罗斯正教会域外教会在征兆之母主教公会大教堂封圣。1988年6月6日，俄罗斯正教会在本地的会议上将她封圣。她的瞻礼日是儒略历1月24日与5月24日。2020年7月，罗马尼亚正教会也决定将彼得堡的圣谢妮亚列入其教会历中，瞻礼日为1月24日。
作为一名圣人，她因着对就业、婚姻、无家可归、火灾、儿童失踪以及配偶的代祷著称。 谢妮亚在数个国家受到敬拜，约有40座教堂和小堂以她的名义建立。